# Volcán Antofalla
El volcán Antofalla es un estratovolcán activo de la República Argentina. Se sitúa en la Provincia de Catamarca, Departamento Antofagasta de la Sierra, a las coordenadas 25°34′S 67°53′O / -25.567, -67.883.

## Descripción
Con unos 6.437 metros, es el tercero más alto entre los volcanes activos del planeta, y el decimosegundo más alto entre los volcanes no extintos. Es un potente macizo que posee tres cumbres alineadas de oeste a este en una distancia de aproximadamente tres km. La cumbre occidental, más elevada y expuesta a los vientos húmedos provenientes del Océano Pacífico, está cubierta de una capa de nieve permanente. Es el Nevado de Antofalla, con una altura de 6.437 metros. La cumbre del medio tiene 6.329 metros y la del este, 6.375.
El volcán domina el largo Salar de Antofalla que se extiende por 163 km en una estrecha cubeta a lo largo, desde el sur-sudoeste hasta el nornoreste. Las aguas de escorrentía del Antofalla han formado un cono de deyección con forma de abanico casi perfecto, al borde de este salar.

## La región volcánica del Antofalla
El Antofalla están en el centro de una vasta zona cubierta de altos volcanes.
Al noreste, a apenas algunos kilómetros, se encuentra el Conito de Antofalla, otro volcán de 5.583 metros, cuyas antiguas corrientes de lava se extienden en el salar.
Todos igualmente próximos, se puede ver al sur el cono del volcán Cerro de la Aguada, y al suroeste el volcán activo, pero actualmente dormido, llamado Cerro Cajeros (5.725 metros). En el centro del triángulo formado por el Antofalla, el Cerro la Aguada y el Cajeros, a menos de ocho kilómetros del Antofalla, se sitúa el cono del Botijuela, un volcán también. Al oeste, a una quincena de kilómetros, se encuentra el volcán Lila (5.725 metros).
Ya más alejados, a casi 25 km al noroeste, se encuentran los volcanes Ojo de Antofalla y Onas. Finalmente, a un poco más de 40 km al oeste-noroeste, se hallan los volcanes extintos Abra Grande (5.391 metros) y Pajonal (5.143 metros).

## Toponimia
Antofalla es palabra compuesta del idioma cunza y significa: lugar donde muere el sol.

## Turismo
El Antofalla se encuentra en una región casi inhabitada, a excepción de la pequeña localidad de Antofalla, poblada por un centenar de habitantes en la actualidad. Al sur de Antofalla, a unos 52 km se encuentra el Oasis de Vega Las Quinuas, un antiguo pueblito desahabitado en el cual viven actualmente (2017) Antonio Alancay y su esposa Catalina. En ambos sitios puedes alojarte precariamente. No hay combustible.Es el caso de toda la región, que es indudablemente una de las más remotas y más desoladas de la Argentina. El turismo se vincula aquí más que nada con la exploración. 